# Turmbefestigung Linz

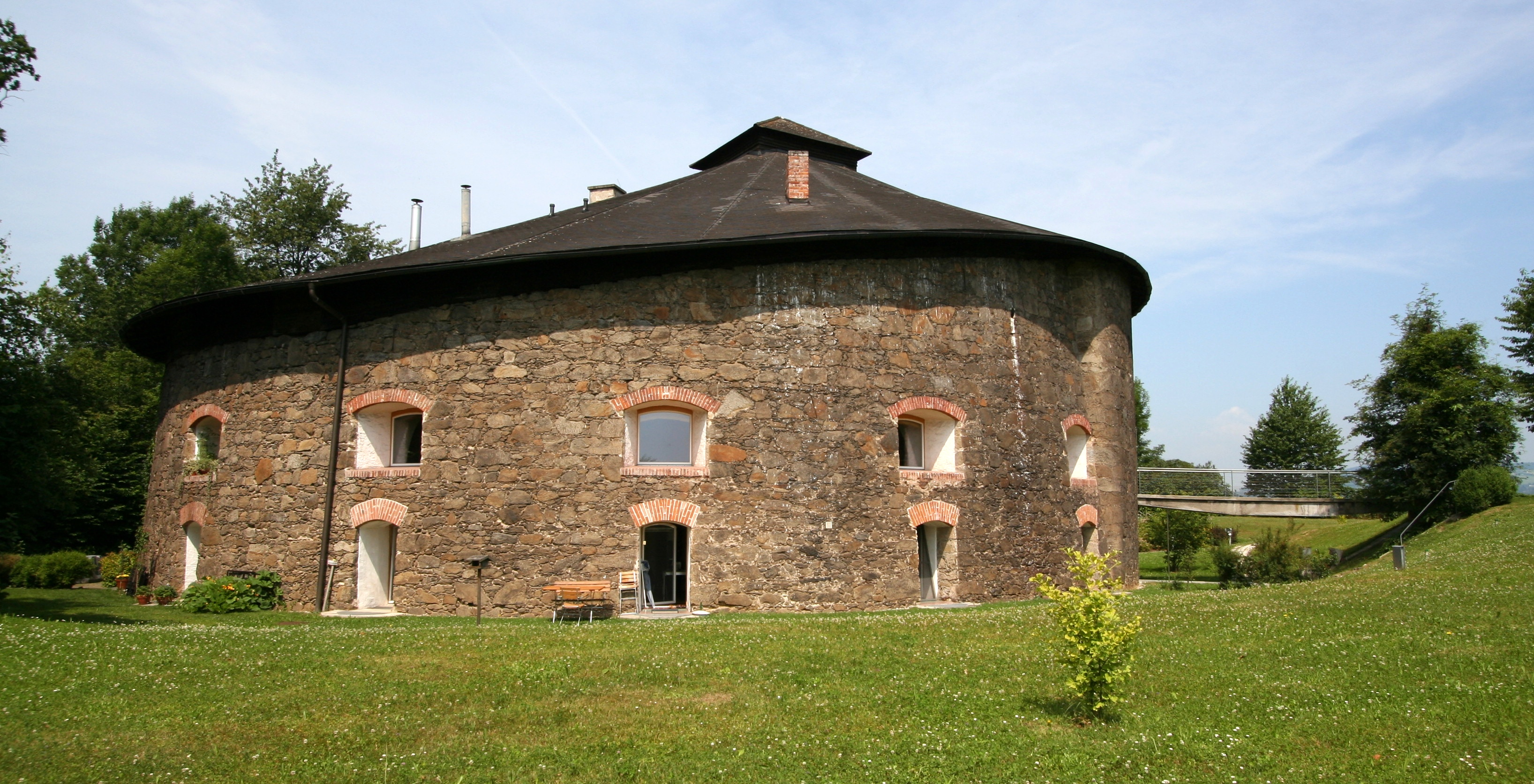
Normalturm (Turm 9). Der Graben wurde teilweise zugeschüttet, so dass der Magazinstock heute unter der Erde liegt. Die Brücke auf der rechten Seite führt in den Schartenstock.

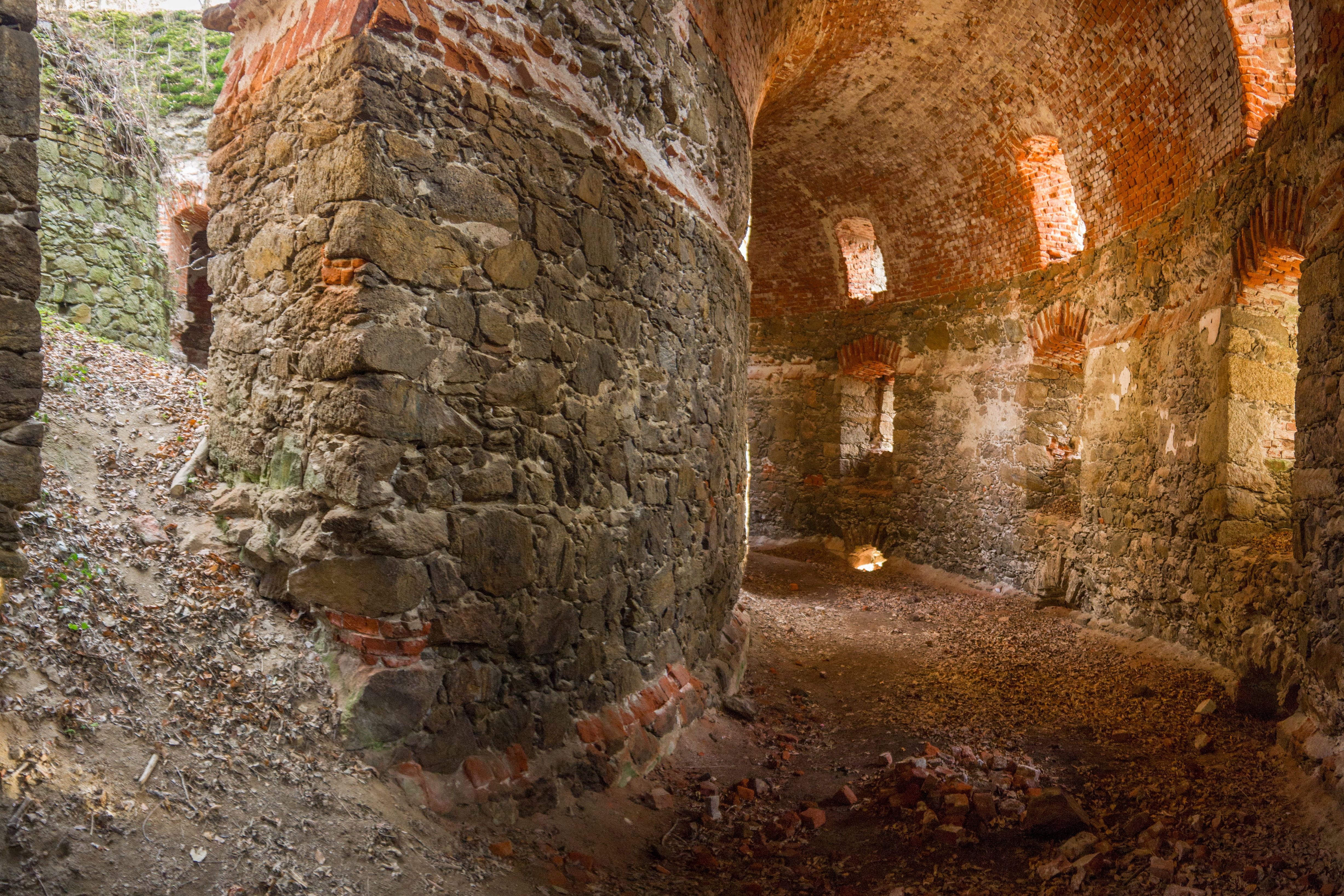
Das Innere des Turms 15 Luitgarde

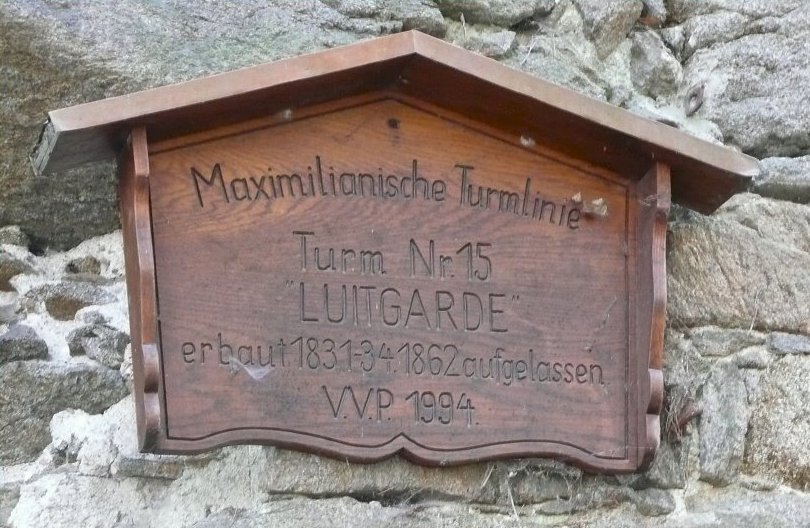
Informationstafeln kennzeichnen einige Objekte

Die Turmbefestigung Linz bzw. Maximilianische Turmlinie war eine in den 1830er-Jahren errichtete Befestigungsanlage. Sie bestand aus einem Gürtel von Befestigungstürmen rund um die Stadt Linz und ist auch unter den Namen Donaufestung Linz, Verschanztes Lager von Linz oder Maximilianische Befestigungsanlage bekannt. Die Türme der Anlage werden gelegentlich auch als Maximilianstürme bezeichnet.

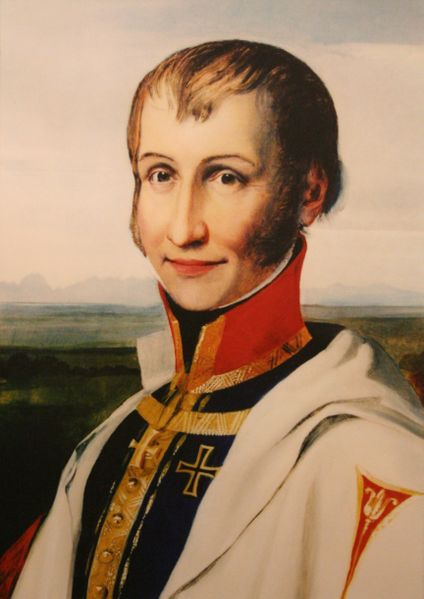
Maximilian Joseph von Österreich-Este

## Geschichte
Der Bau der Linzer Turmlinie geht auf eine Initiative des Erzherzogs Maximilian Joseph von Österreich-Este zurück. Eine Rolle dürften dabei seine Erfahrungen aus dem Jahr 1809 gespielt haben, als es nicht gelang, Napoleon auf seinem Vormarsch nach Wien aufzuhalten (Schlacht bei Ebelsberg). Maximilian schlug daher ein Reichsbefestigungssystem vor, bei dem strategisch wichtige Orte durch eine Linie von einzeln stehenden Türmen verteidigt werden sollten. Verwirklicht wurde allerdings nur die Befestigung von Linz.

### Grundidee
Um die zu verteidigende Stadt wird ein Ring von einzeln stehenden Befestigungstürmen (sog. detachierten Werken) angelegt, die eine weit vorgeschobene Verteidigungslinie bilden, so dass die Geschütze des Gegners die Stadt nicht erreichen können. Die Türme selbst sind stark befestigt und mit Kanonen ausgerüstet. Der Abstand der Türme ist so bemessen, dass sie sich gegenseitig decken können. Falls es dem Angreifer gelänge, einen Turm zu erobern, könnte dieser von den Nachbartürmen aus beschossen werden. Innerhalb der Turmlinie konnten mehrere 1000 Soldaten aufmarschieren.
Dieses System wurde von Marc-René Marquis de Montalembert bereits in der 2. Hälfte des 18. Jahrhunderts vorgeschlagen. Allerdings waren die Montalembertschen Türme zu aufwändig und teuer, um in großer Zahl gebaut zu werden. Maximilian zog es vor, einfachere, dafür aber dichter angeordnete Türme zu bauen. Außerdem schützte er seine Türme mit einem Glacis, aus dem nur der obere Teil des Turmes herausragte. Überdies verzichtete Maximilian auf eine Befestigung des Kernwerks.

### Der Probeturm auf dem Freinberg

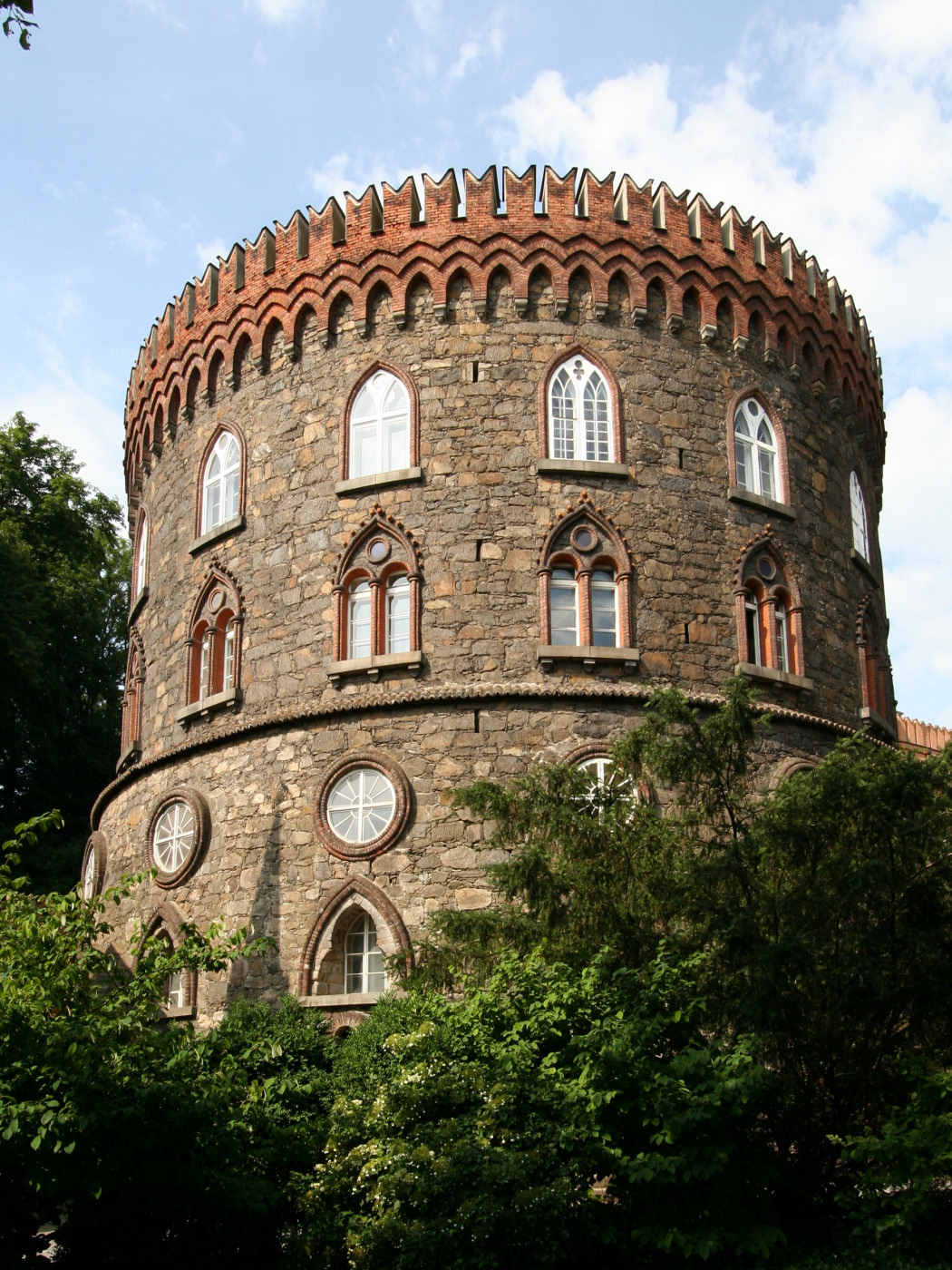
Der Probeturm auf dem Freinberg als Teil des Aloisianums

Im Jahr 1828 ließ Maximilian auf dem Freinberg bei Linz auf eigene Kosten einen Probeturm errichten. Mit diesem Turm wurden im Beisein des Kaisers Franz I. Sprengversuche und Probebeschießungen durchgeführt. Maximilians Gegner wollten diesen Test durch unfaire Versuchsbedingungen scheitern lassen. Trotzdem bestand der Probeturm im Wesentlichen seine Feuertaufe.
Da die endgültige Turmlinie in größerer Entfernung um die Stadt gebaut wurde, konnte der Probeturm nicht weiter verwendet werden. Maximilian ließ den Turm aufstocken und daneben eine Kapelle (Maximilianskapelle) erbauen. Turm und Kapelle schenkte er den Jesuiten. Heute ist der Turm Teil des Kollegium Aloisianum, einer katholischen Privatschule.

### Der Bau der Turmlinie
Der Bau der Turmbefestigung begann 1831. Um den Bau zu beschleunigen, hatte ihn Maximilian mit eigenem Kapital vorfinanziert. Im Jahre 1833 waren die meisten Bauwerke fertiggestellt. Wegen Behebung von Baumängeln und der teilweise schleppenden militärischen Ausrüstung konnte die Turmlinie erst 1838 an das Militär übergeben werden. Vor der Übergabe fanden Probebeschießungen statt.
Ab dem Baubeginn wurde die Turmlinie von zahlreichen in- und ausländischen Gästen, von Offizieren, Diplomaten, Fürsten und auch von den Kaisern Franz I. und Ferdinand I. besichtigt. Die meisten Besucher äußerten sich positiv, was für Maximilian-Joseph eine Genugtuung darstellte.

### Auflassung der Befestigung
Bereits 1858, also nur 20 Jahre später, wurde die Befestigungsanlage aufgegeben. Die Fortschritte in der Waffentechnik – Geschütze mit gezogenen Rohren hatten eine größere Reichweite und Munitionswirkung – schränkten ihren strategischen Wert stark ein. Außerdem waren viele Türme bereits baufällig.
Während des preußisch-österreichischen Krieges 1866 wurden die nördlich der Donau liegenden Türme kurzzeitig reaktiviert, was in der Stadt Beunruhigung auslöste. Während des Bosnienfeldzugs 1878 dienten die Türme 9 und 10 als Kriegsgefangenenlager. Im Ersten Weltkrieg wurde Turm 9 als Munitions- und Vorratsdepot genutzt und ist bis heute als „Pulverturm“ bekannt.
Einzelne Türme wurden bereits in den 1860er Jahren verkauft. Die verbliebenen Türme wurden 1871 der Finanzdirektion zum Verkauf übergeben.
1883 wurde das Bauverbot auf dem ein Kilometer breiten, sicht- und schussfreien Ring rund um Linz aufgehoben, was die Voraussetzung für die weitere, ungehinderte Stadtentwicklung darstellte.

## Aufbau der Turmbefestigung
Alle Objekte der Befestigungsanlage trugen Namen weiblicher Heiliger. Die 32 Türme werden aber im Allgemeinen mit arabischen, die Türme des Forts mit römischen Zahlen bezeichnet. Es gibt keinen Turm 17 (statt diesem wurden die Batterien Klara und Thekla errichtet), dafür gibt es neben dem Turm 30 einen Turm 30 ½.
Die Turmbefestigung bestand aus:
- 27 Normaltürmen (Nr. 1 bis 16, 18 bis 25, 30 ½, 31 und 32)
- 5 Segmenttürmen (Nr. 26 bis 30)
- 2 Vorwerken (Viktoria und Constantia),
- den beiden an der Donau liegenden Anschlüssen,
- 2 kasemattierten Batterien (Thekla und Klara) und
- dem Fort auf dem Pöstlingberg

Im Ernstfall sollten die Türme mit einer Palisadenlinie verbunden werden. An 20 vorbereiteten Stellen war der Bau von Zwischenbatterien vorgesehen. Die Donau wäre mit einer Kette zwischen den Klausen Adelgunde und Kunigunde gesperrt worden.

### Die Normaltürme
Die Normaltürme bestanden aus drei konzentrischen Mauerringen aus Bruchsteinen sowie Gewölben aus Ziegelsteinen. Sie hatten folgende Stockwerke (von oben nach unten):
| Verdeck       | Vom offenen Verdeck aus sollte der Angreifer mit 18-pfündigen Verteidigungskanonen bekämpft werden. Im Frieden war es mit einem abnehmbaren Holzdach gedeckt. |
| Schartenstock | Hier befanden sich 7-pfündige Haubitzen. Diese sollten zum Einsatz kommen, wenn das Verdeck vom Gegner getroffen wurde.                                       |
| Wohnstock     | Unterkunft für 60 Soldaten |
| Magazinstock  | Munitions- und Lebensmittelvorräte für vier Monate. Im innersten Mauerring war ein Brunnen angelegt.                                                          |

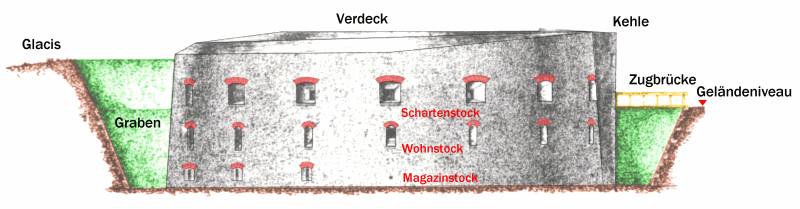
Normalturm, Ursprungszustand mit Graben, Glacis und Zugbrücke

Die Türme waren von einem Graben umgeben, davor lag das Glacis (Erdwall, teilweise mit Bruchsteinmauern verstärkt). Nur der oberste Teil des Turms mit dem Verdeck ragte aus dem Glacis heraus. Magazin- und Wohnstock lagen unterhalb des Geländeniveaus. Der Eingang im Schartenstock war über eine Zugbrücke an der Kehle (Rückseite) erreichbar.

### Die Segmenttürme
Die an der Donau, im heutigen Hafen-Gebiet liegenden Türme 26 bis 30 waren kleiner und hatten einen segmentförmigen Grundriss. Sie besaßen nur zwei Stockwerke, den Magazinstock und einen kombinierten Wohn- und Schartenstock. Keiner der Türme ist erhalten.

### Die Donauanschlüsse

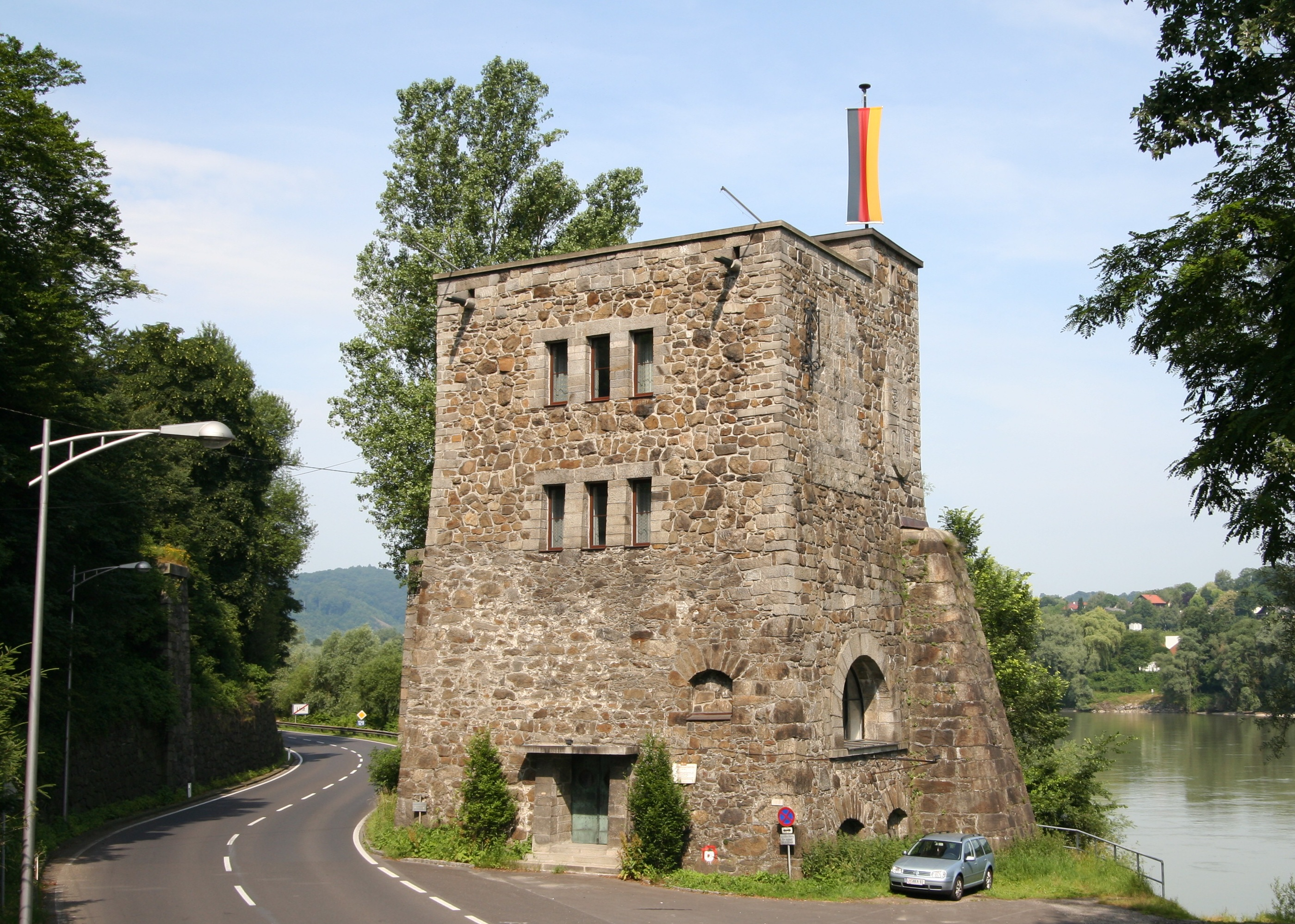
Klause Adelgunde am rechten Donauufer

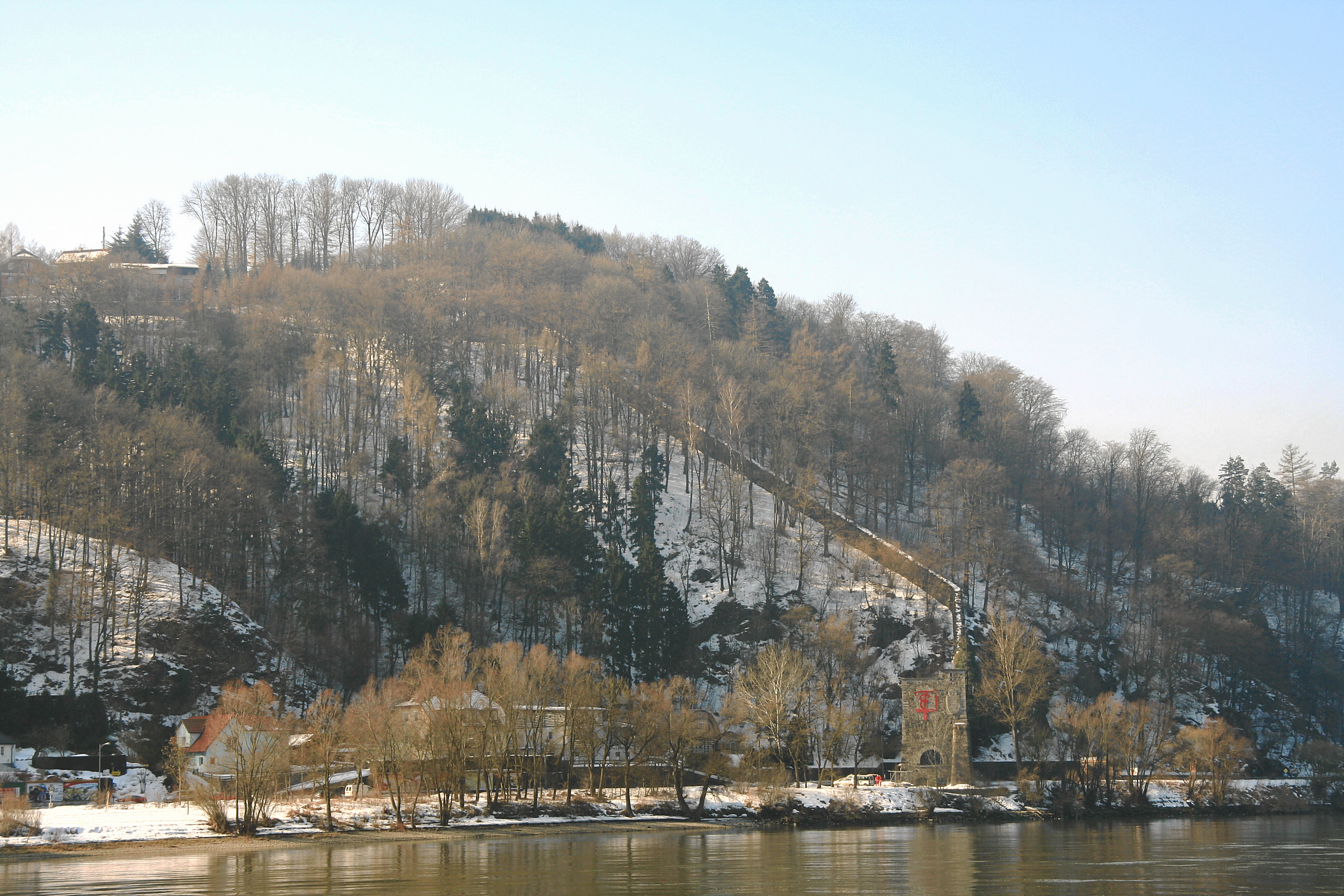
Klause Adelgunde mit dahinter liegender Anschlussmauer

Links und rechts der Donau lagen die sogenannten Anschlüsse. Direkt am Ufer lag jeweils eine Klause, daran schloss sich eine Mauer an, die den Abhang hinaufführte und an einer Warte endete. An den Klausen waren Eisenringe eingemauert, in die eine Kette zum Absperren der Donau eingehängt werden konnte.
- Rechter Anschluss
Klause Adelgunde (Burschenschafterturm)
Warte Walpurga
- Linker Anschluss
Klause Kunigunde
Warte Edelburga

### Das Fort auf dem Pöstlingberg

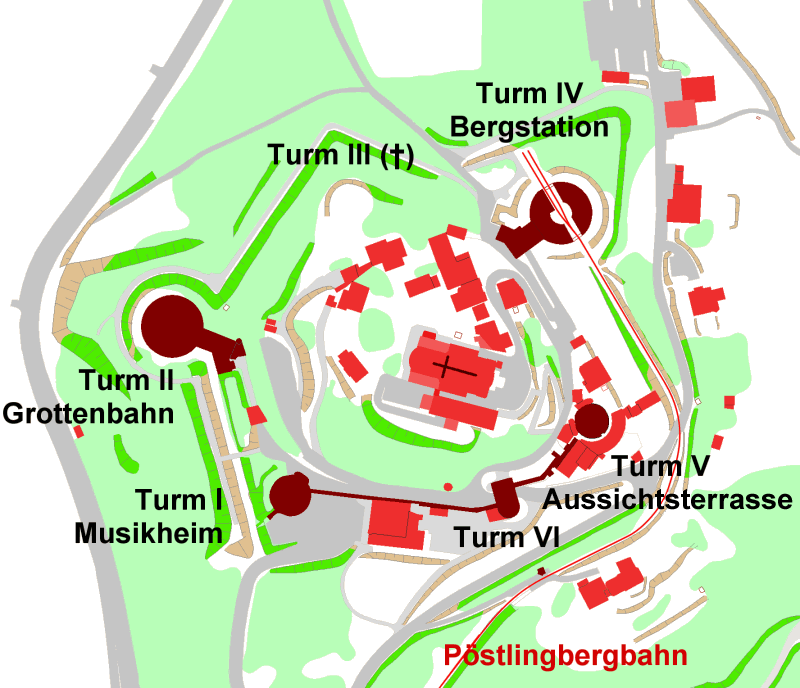
Plan des Forts, heutiger Zustand

Das Fort auf dem Pöstlingberg, der Hauptstützpunkt des Lagers, lag am höchsten Punkt der Befestigungslinie. Von dort konnte der gesamte Linzer Raum eingesehen werden.
Das Fort umfasste zwei große Türme (II und IV, sie entsprachen den Normaltürmen), drei kleine Türme (I, III und V) sowie eine Warte als Eingangstor (VI). Die Türme waren durch Kurtinen und Mauern verbunden. Oberhalb der Kurtine zwischen Turm II und III war ein halbkreisförmiger Platz für eine Batterie vorbereitet.
Die erhaltenen Teile der Anlage werden heute touristisch genutzt. Im Turm II (Beatrix) befindet sich die Grottenbahn, eine besonders bei Kindern beliebte Touristenattraktion. Aus dem Turm IV (Maria) wurde die Endstation der Pöstlingbergbahn. Aus den anderen Türmen wurde ein Musikheim (Turm I, Othilie) und eine Aussichtsterrasse (Turm V, Euphemia).

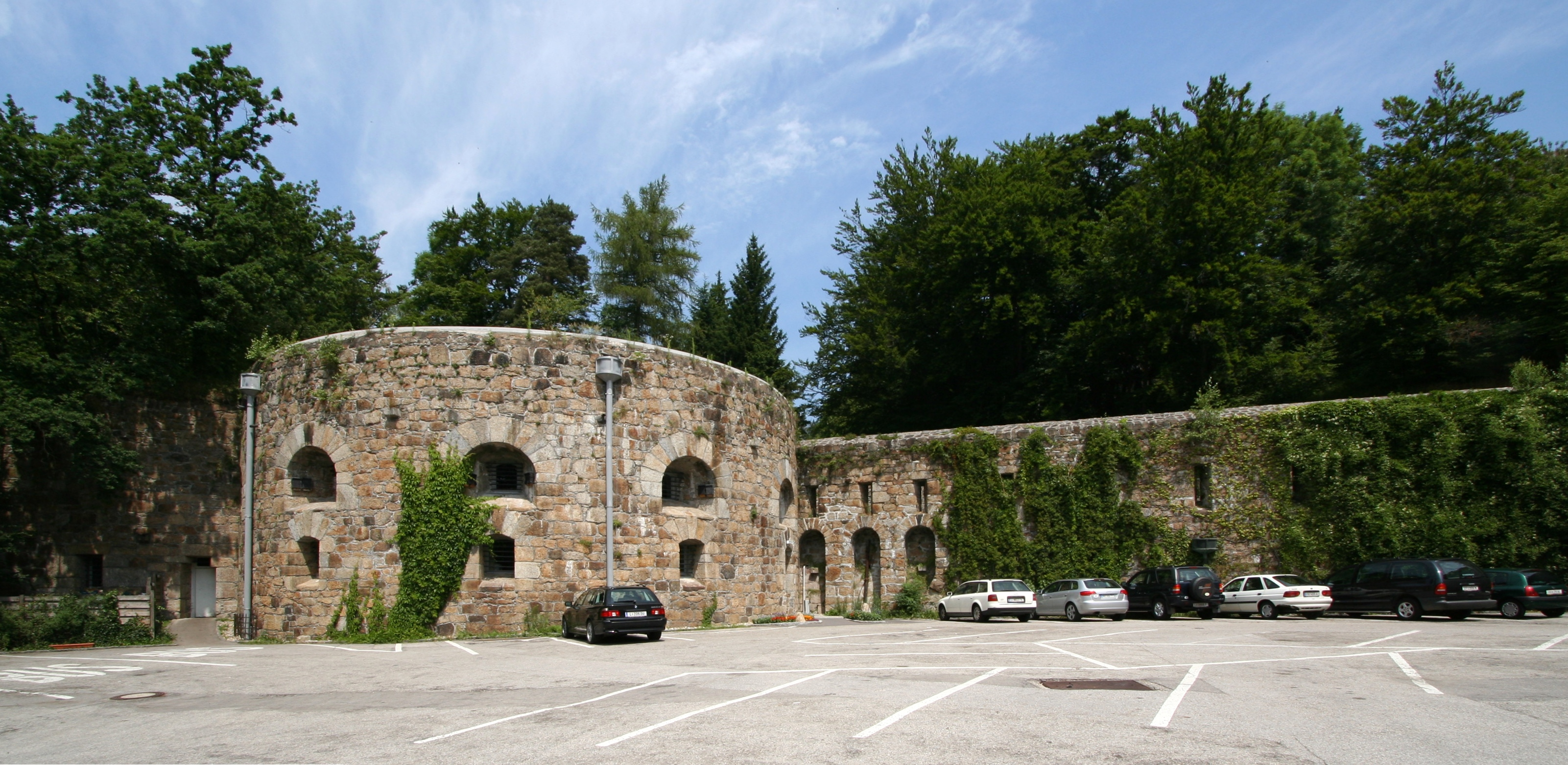
Turm I des Forts mit rechts anschließender Kurtine Richtung Turm VI
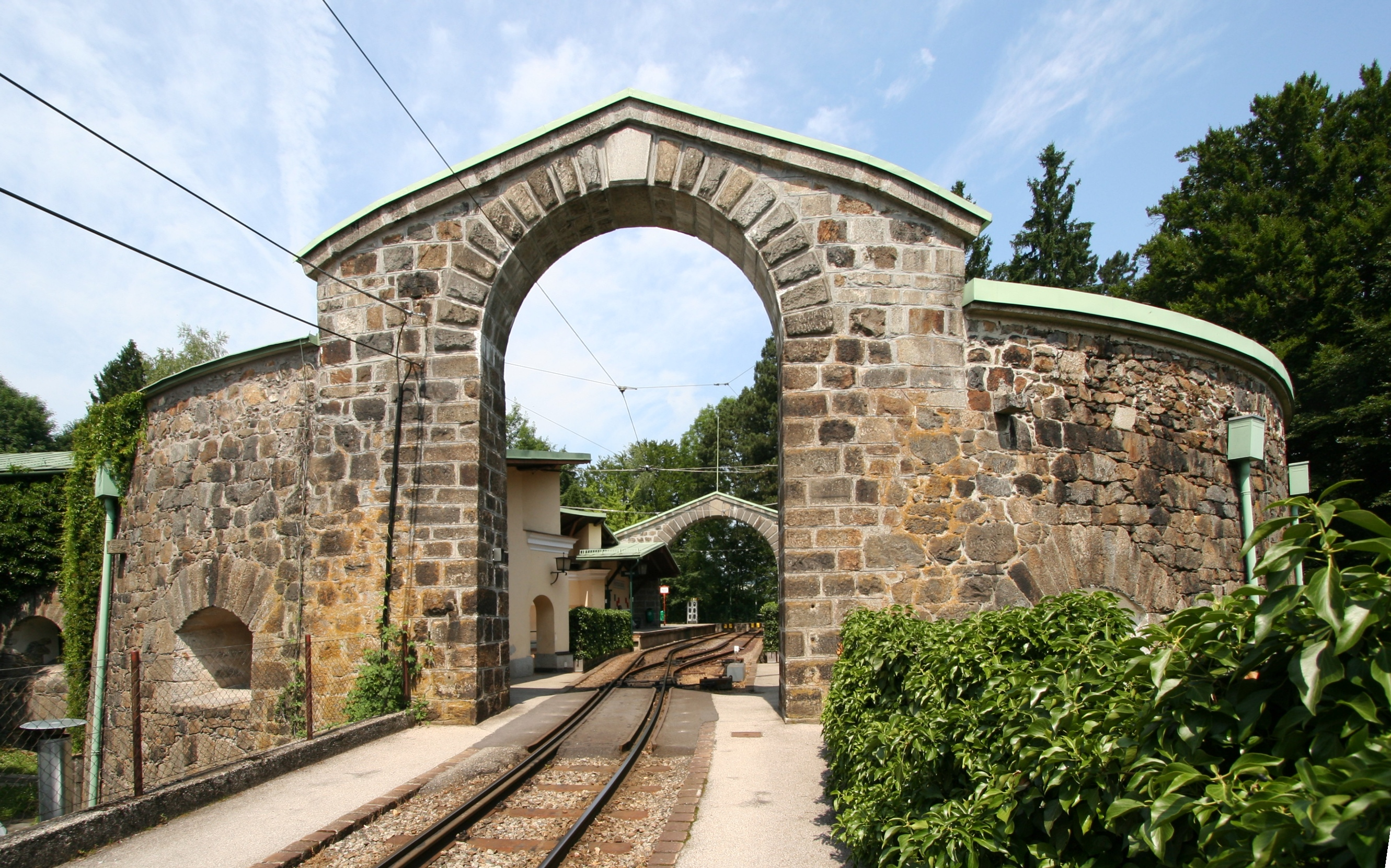
Turm IV, heute Bergstation der Pöstlingbergbahn.
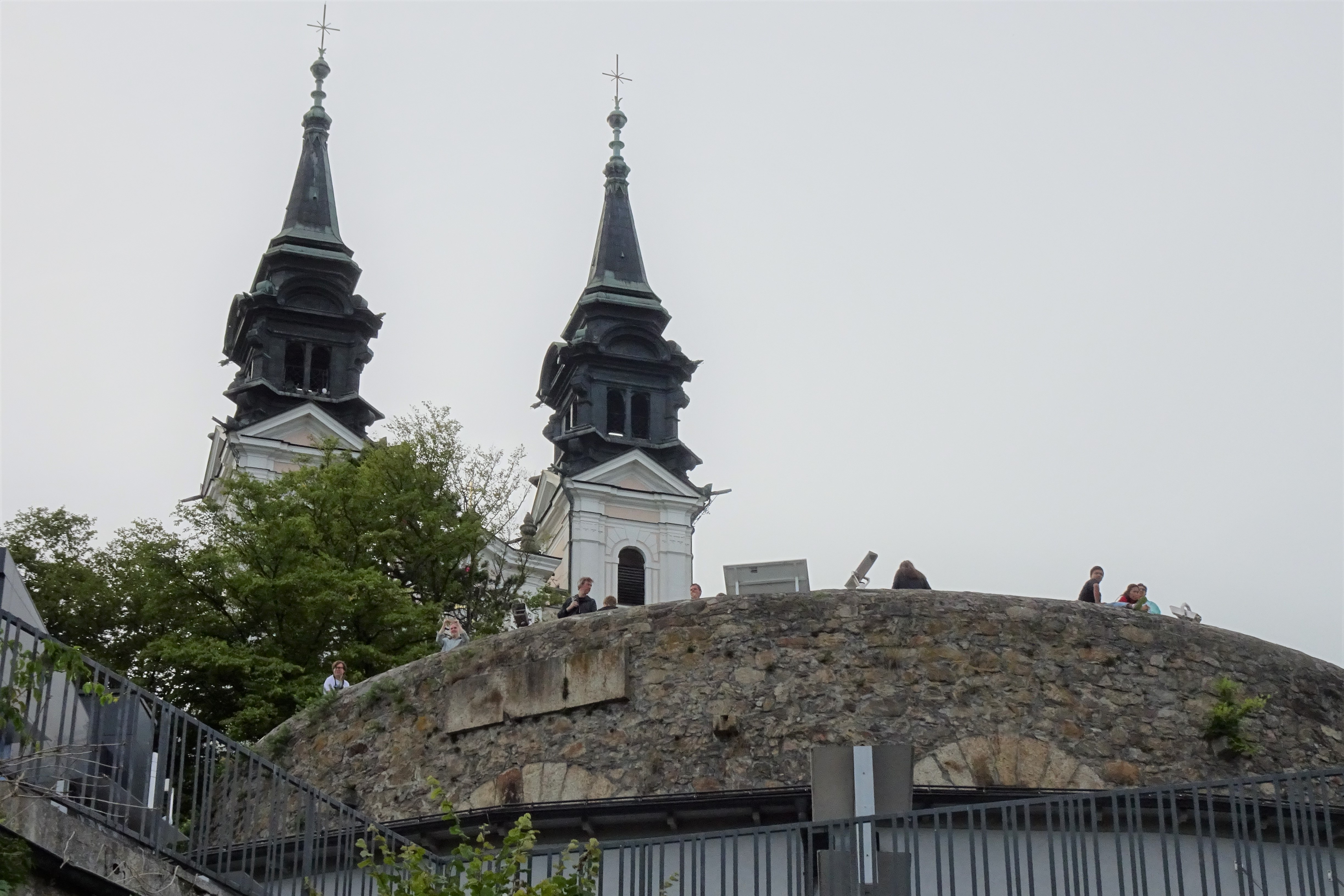
Turm V, als Aussichtsterrasse fungierend
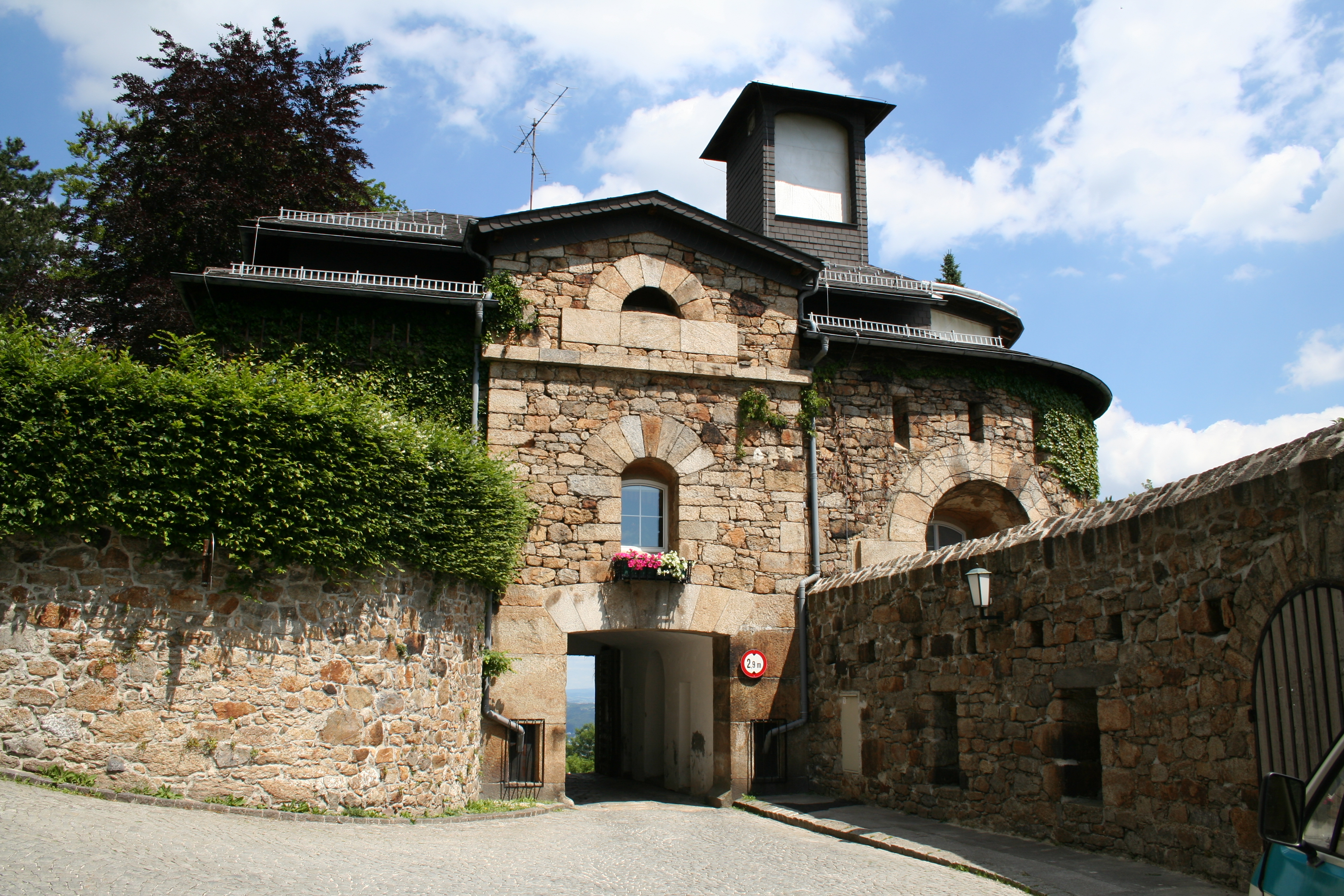
Turm VI, das Eingangstor zum Fort (Ansicht von innen). Rechts die vom Turm I kommende Kurtine.

## Liste der Objekte

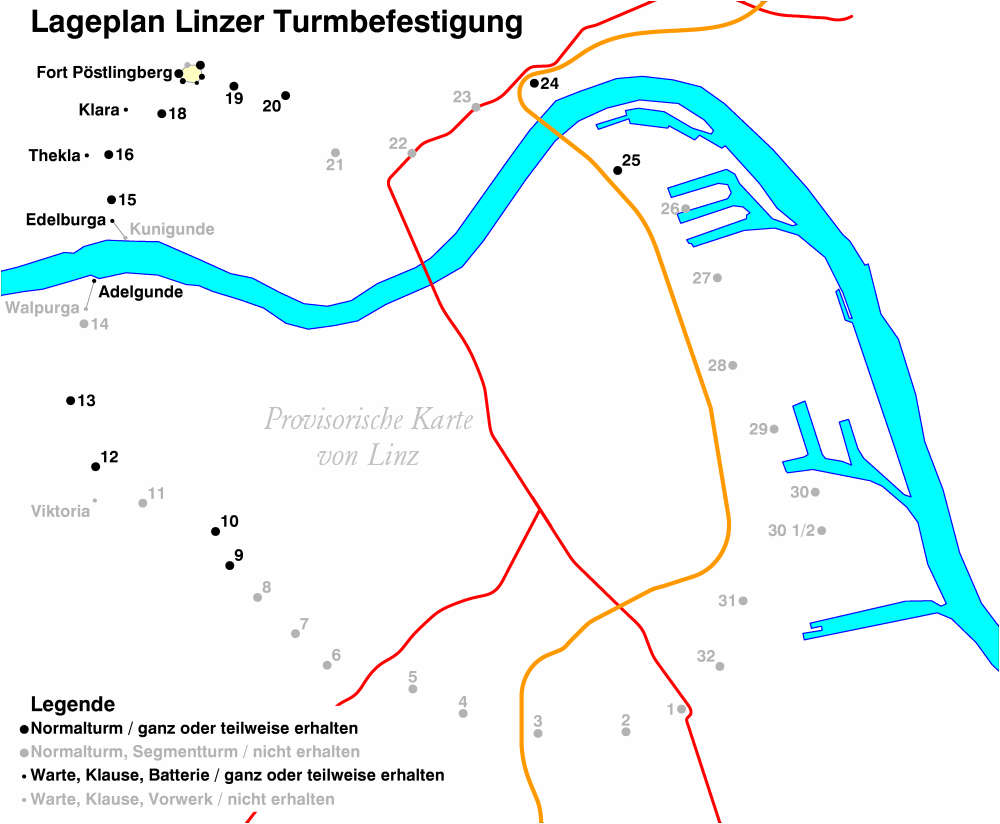
Lageplan der Türme. Stand 2005.

Von der Turmlinie sind hauptsächlich Objekte im Westen (Leonding) und Norden (Puchenau, Pöstlingberg, Urfahr) erhalten geblieben. Im Süden mussten die Türme der wachsenden Stadtbebauung weichen, im Osten der ab 1938 angesiedelten (Schwer-)Industrie (unter anderem den Hermann-Göring-Werken).
Die Liste enthält alle Objekte der Turmlinie sowie – soweit bekannt – deren Erhaltungszustand und heutige Nutzung. Die Bezeichnung von nicht erhaltenen Werken ist kursiv gesetzt.
| Objekt               | Nutzung (2005) | Lage                             |
| -------------------- | --- | -------------------------------- |
| Probeturm            | Teil des Kollegium Aloisianum. | 48° 17′ 47″ N, 14° 16′ 6″ O      |
| Westliche Turmlinie  | |                                  |
| Turm 1 (Rosalia)     | Nicht erhalten. Straßenführung der Wiener Straße im Bereich Neue Welt erinnert an den Turm. Erdwall und Eintiefung (jetzt Kinderspielplatz) hinter Fa. Zgonc noch gut erkennbar. | 48° 16′ 29″ N, 14° 18′ 49″ O     |
| Turm 2 (Sophia)      | Nicht erhalten. |                                  |
| Turm 3 (Barbara)     | Nicht erhalten. |                                  |
| Turm 4 (Lucia)       | Nicht erhalten. |                                  |
| Turm 5 (Elisabeth)   | Nicht erhalten. 1959 wurden beim Bau der Theresienkirche auf dem Keferfeld Fundamentreste gefunden. |                                  |
| Turm 6 (Petronilla)  | Nicht erhalten. |                                  |
| Turm 7 (Eulalia)     | Nicht erhalten. |                                  |
| Turm 8 (Margaretha)  | Nicht erhalten. |                                  |
| Turm 9 (Apollonia)   | Stadtmuseum Leonding (seit 1999) und private Wohnungen | 48° 17′ 10,5″ N, 14° 15′ 42,3″ O |
| Turm 10 (Gertrude)   | Private Wohnungen und Modeagentur. | 48° 17′ 20″ N, 14° 15′ 36,3″ O   |
| Vorwerk Viktoria     | Nicht erhalten. |                                  |
| Turm 11 (Ludwine)    | Nicht erhalten. Vor 1880 abgetragen. |                                  |
| Turm 12 (Agnes)      | Ab 1957 Wohnung, Künstler-Atelier von Hans Schmidinger und Gastwirtschaft („Künstlerklause“). Nach dem Tod des Eigentümers (1994) in Besitz der Baufirma Haller (Stand 2005). | 48° 17′ 37″ N, 14° 14′ 47″ O     |
| Turm 13 (Genoveva)   | 1933 bis 1955 Sprengstofflager („Pulverturm“) Ab 1973 Katastrophenlager des Österreichischen Roten Kreuzes. Im Jahr 2000 wurde der Turm von der Stadtgemeinde Leonding gekauft und teilsaniert, um den Turm als Kulturdenkmal zu erhalten. | 48° 17′ 56″ N, 14° 14′ 37″ O     |
| Turm 14 (Hildegard)  | Nicht erhalten. Standort erkennbar. | 48° 18′ 17,2″ N, 14° 14′ 43,6″ O |
| Warte Walpurga       | Nicht erhalten. |                                  |
| Klause Adelgunde     | „Burschenschafterturm“ | 48° 18′ 29″ N, 14° 14′ 44″ O     |
| Klause Kunigunde     | Nicht erhalten. |                                  |
| Warte Edelburga      | Ruine. Reste der Anschlussmauer Richtung Klause Kunigunde vorhanden. | 48° 18′ 47,8″ N, 14° 14′ 57,3″ O |
| Turm 15 (Luitgarde)  | Ruine, in Puchenau | 48° 18′ 51,8″ N, 14° 14′ 55,2″ O |
| Turm 16 (Seraphina)  | Reste vorhanden. | 48° 19′ 6,1″ N, 14° 14′ 53,8″ O  |
| Batterie Thekla      | Ruine. | 48° 19′ 4,2″ N, 14° 14′ 44,9″ O  |
| Batterie Klara       | Reste vorhanden. | 48° 19′ 15,1″ N, 14° 15′ 0″ O    |
| Turm 18 (Katharina)  | 1945 durch Bombentreffer stark beschädigt. Reste von Hubert Taferner 1962 zu einem privaten Wohnhaus umgebaut (Leitl-Turm). | 48° 19′ 15″ N, 14° 15′ 16,3″ O   |
| Fort Pöstlingberg    | |                                  |
| Turm I (Othilie)     | Musikheim. | 48° 19′ 24″ N, 14° 15′ 26″ O     |
| Turm II (Beatrix)    | | 48° 19′ 27″ N, 14° 15′ 23″ O     |
| Turm III (Julia)     | Nicht erhalten. |                                  |
| Turm IV (Maria)      | Endstation der Pöstlingbergbahn. | 48° 19′ 28″ N, 14° 15′ 34″ O     |
| Turm V (Euphemia)    | Aussichtsterrasse. | 48° 19′ 25″ N, 14° 15′ 33″ O     |
| Turm VI (Nothburga)  | Warte. Eingangstor. | 48° 19′ 24″ N, 14° 15′ 31″ O     |
| Östliche Turmlinie   | |                                  |
| Vorwerk Konstantia   | Reste vorhanden. |                                  |
| Turm 19 (Dorothea)   | Privates Wohnhaus (Nobl-Turm). | 48° 19′ 22,6″ N, 14° 15′ 45,9″ O |
| Turm 20 (Cäcilia)    | Ruine, Eigentum der Diözese Linz. Im Herbst 2005 plante die Eigentümerin den Einbau von zwölf Wohnungen und zwei Ateliers. Das hätte den Bau einer Zufahrtsstraße und von Parkplätzen im Urfahraner Grüngürtel erfordert, weswegen der Plan von Anfang an umstritten war. Die Stadt Linz lehnte die erforderliche Änderung des Flächenwidmungsplans ab. Seit Sommer 2021 wird der Turm von einem Kulturverein als Theaterbühne verwendet, zunächst nur an der Außenfassade und seit Sommer 2022 auch im Turminneren. | 48° 19′ 20″ N, 14° 16′ 6,7″ O    |
| Turm 21 (Theresia)   | Nicht erhalten. 1937 wurden bei Bauarbeiten vor dem Petrinum Fundamentreste gefunden. |                                  |
| Turm 22 (Regina)     | Nicht erhalten. |                                  |
| Turm 23 (Theodora)   | Nicht erhalten. |                                  |
| Turm 24 (Ehrentrude) | 1960 bis 1973 Sitz einer Weinhandelsagentur („Weinturm“). Seit 1973 von Autobahn A7 umgeben. | 48° 19′ 21″ N, 14° 17′ 50″ O     |
| Turm 25 (Winfriede)  | Erhalten. | 48° 18′ 57″ N, 14° 18′ 24″ O     |
| Turm 26 (Justine)    | Segmentturm. Nicht erhalten. |                                  |
| Turm 27 (Agathe)     | Segmentturm. Nicht erhalten. |                                  |
| Turm 28 (Sabine)     | Segmentturm. Nicht erhalten. |                                  |
| Turm 29 (Irene)      | Segmentturm. Nicht erhalten. |                                  |
| Turm 30 (Susanne)    | Segmentturm. Nicht erhalten. |                                  |
| Turm 30 ½ (Brigitte) | Nicht erhalten. |                                  |
| Turm 31 (Isabella)   | Nicht erhalten. |                                  |
| Turm 32 (Christine)  | Nicht erhalten. |                                  |